# Řecko na Letních olympijských hrách 1980
Řecko se účastnilo Letní olympiády 1980 v Moskvě. Zastupovalo ho 41 sportovců (38 mužů a 3 ženy) v 8 sportech.

## Medailisté
| Medaile | Jméno                                              | Sport    | Soutěž                     |
| ------- | -------------------------------------------------- | -------- | -------------------------- |
| Zlato   | Stelios Myjakis                                    | Zápas    | muži řecko-římský do 62 kg |
| Bronz   | Georgios Chatziioannidis                           | Zápas    | muži řecko-římský do 62 kg |
| Bronz   | Tasos Boudouris Tasos Gavrilis Aristidis Rapanakis | Jachting | Družstvo mužů Soling       |